# Denis Nkwebo
 (juillet 2025).
Denis Nkwebo est un journaliste camerounais, connu pour son engagement en faveur de la liberté de la presse et son action à la tête du Syndicat national des journalistes du Cameroun (SNJC).

## Biographie

### Enfance, éducation et débuts
Denis Nkwebo est né au Cameroun.

### Carrière
Denis Nkwebo commence sa carrière comme journaliste dans plusieurs organes de presse écrite au Cameroun, notamment à Le Jour et Le Messager. Il est reconnu pour ses enquêtes sur la gouvernance, les droits humains et la sécurité, particulièrement dans les régions anglophones du pays.
Il s'engage activement dans la défense des droits des journalistes. En 2011, il est élu président du Syndicat national des journalistes du Cameroun (SNJC), organisation syndicale indépendante du secteur. À ce poste, Denis Nkwebo milite pour la protection des journalistes camerounais face aux intimidations, arrestations arbitraires et violences dont ils sont victimes.
Il intervient régulièrement dans les médias nationaux et internationaux pour dénoncer les restrictions à la liberté de la presse et pour promouvoir l'éthique journalistique.
En 2020, il est nommé directeur de publication du site d'information en ligne Le Jour Infos.

### Prises de position et engagement
Denis Nkwebo s’est particulièrement illustré dans la dénonciation des atteintes à la liberté de la presse lors des crises sociopolitiques au Cameroun, notamment pendant la crise anglophone. Il a souvent attiré l’attention des instances internationales (Reporters sans frontières, Amnesty International) sur la situation des journalistes emprisonnés ou agressés au Cameroun.

### Publications et interventions
Denis Nkwebo publie régulièrement des articles d’analyse et participe à des conférences et intervient sur des plateaux de télévision.